# مایکل رنکین (بازیکن فوتبال)
مایکل رنکین (انگلیسی: Michael Rankine؛ زادهٔ ۱۵ ژانویهٔ ۱۹۸۵) بازیکن فوتبال اهل بریتانیا است.
از باشگاه‌هایی که در آن بازی کرده‌است می‌توان به باشگاه فوتبال گایزلی، باشگاه فوتبال ای‌اف‌سی بورنموث، باشگاه فوتبال بارو، باشگاه فوتبال آلترینچام، باشگاه فوتبال اسکانتورپ یونایتد، باشگاه فوتبال گریمزبی تاون، باشگاه فوتبال آلدرشات تاون، باشگاه فوتبال دونکستر راورز، باشگاه فوتبال هرفورد یونایتد، باشگاه فوتبال گیتزهد، باشگاه فوتبال آلفرتون تاون، و باشگاه فوتبال یورک سیتی اشاره کرد.